# Oleh Ocheretko
Oleh Andriiovych Ocheretko (en ucrainiano: Олег Андрійович Очеретько; Makíyivka, Ucrania, 25 de mayo de 2003) es un futbolista ucraniano que juega de centrocampista en el F. K. Shajtar Donetsk de la Liga Premier de Ucrania.

## Trayectoria
Nacido en Makíyivka, Óblast de Donetsk, es producto de la cantera del F. K. Shajtar Donetsk y firmó un contrato de cesión con el F. C. Mariúpol de la Liga Premier de Ucrania en septiembre de 2020.
Debutó con el F. C. Mariupol en la Liga Premier de Ucrania como suplente en el segundo tiempo en el empate a domicilio contra el F. C. Inhulets Petrove el 25 de octubre de 2020.
El 10 de agosto de 2024 fue cedido por el F. K. Karpaty Lviv.

## Selección nacional
En mayo de 2024 fue convocado por Ruslan Rotan a la selección olímpica de fútbol de Ucrania para disputar el Torneo Maurice Revello de 2024 en Francia.

## Estadísticas

### Clubes
Actualizado al último partido disputado el 25 de mayo de 2025.
| Club                            | Div.          | Temporada     | Liga  | Liga  | Liga   | Copas nacionales | Copas nacionales | Copas nacionales | Copas internacionales | Copas internacionales | Copas internacionales | Total | Total | Total  |
| Club                            | Div.          | Temporada     | Part. | Goles | Asist. | Part.            | Goles            | Asist.           | Part.                 | Goles                 | Asist.                | Part. | Goles | Asist. |
| ------------------------------- | ------------- | ------------- | ----- | ----- | ------ | ---------------- | ---------------- | ---------------- | --------------------- | --------------------- | --------------------- | ----- | ----- | ------ |
| F. C. Mariúpol · Ucrania        | 1.ª           | 2020-21       | 17    | 2     | 2      | 1                | 0                | 0                | —                     | —                     | —                     | 18    | 2     | 2      |
| F. C. Mariúpol · Ucrania        | 1.ª           | 2021-22       | 10    | 0     | 0      | 2                | 1                | 0                | —                     | —                     | —                     | 12    | 1     | 0      |
| F. C. Mariúpol · Ucrania        | Total club    | Total club    | 27    | 2     | 2      | 3                | 1                | 0                | 0                     | 0                     | 0                     | 30    | 3     | 2      |
| F. K. Shajtar Donetsk · Ucrania | 1.ª           | 2022-23       | 13    | 1     | 0      | —                | —                | —                | 1                     | 0                     | 0                     | 14    | 1     | 0      |
| F. K. Shajtar Donetsk · Ucrania | 1.ª           | 2023-24       | 3     | 0     | 0      | 1                | 1                | 0                | —                     | —                     | —                     | 4     | 1     | 0      |
| F. K. Shajtar Donetsk · Ucrania | Total club    | Total club    | 16    | 1     | 0      | 1                | 1                | 0                | 1                     | 0                     | 0                     | 18    | 2     | 0      |
| S. C. Dnipro-1 · Ucrania        | 2.ª           | 2023-24       | 13    | 1     | 1      | —                | —                | —                | —                     | —                     | —                     | 13    | 1     | 1      |
| S. C. Dnipro-1 · Ucrania        | Total club    | Total club    | 13    | 1     | 1      | 0                | 0                | 0                | 0                     | 0                     | 0                     | 13    | 1     | 1      |
| F. K. Karpaty Lviv · Ucrania    | 1.ª           | 2024-25       | 26    | 2     | 2      | 2                | 1                | 0                | —                     | —                     | —                     | 28    | 3     | 2      |
| F. K. Karpaty Lviv · Ucrania    | Total club    | Total club    | 26    | 2     | 2      | 2                | 1                | 0                | 0                     | 0                     | 0                     | 28    | 3     | 2      |
| Total carrera                   | Total carrera | Total carrera | 82    | 6     | 5      | 6                | 3                | 0                | 1                     | 0                     | 0                     | 89    | 9     | 5      |